# Pumasillo
Pumasillo, conocido también como Sacsarayoc, es un macizo nevado, ubicado en la Cordillera Central de los Andes peruanos, en la provincia de Urubamba, dentro del departamento de Cusco, en el sector orográfico denominado Cordillera Vilcabamba dentro del Área de conservación regional Choquequirao.
El nevado Pumasillo está conformado por varios picos siendo el más alto el Pumasillo Oeste con 5.994 m y el Este con 5.887 m.